# Alayh (Ort)
Alayh oder Aley (arabisch عاليه, DMG ʿĀlayh) ist die Hauptstadt des Distrikt Alayh im Gouvernement Libanonberg im Libanon. Die Stadt liegt im Hochland, 15 km bergauf von Beirut an der Autobahn nach Damaskus. Sie ist ein Ferienort und viele wohlhabende Ausländer aus den Golfstaaten besitzen Wohnungen in Alayh. Die Einwohnerzahl wird für 2017 auf ca. 30.000 geschätzt.

## Geschichte
Alayh erlangte mit der Fertigstellung der Beirut-Damaskus-Eisenbahn Mitte der 1890er Jahre größere Bekanntheit. Die Eisenbahn ermöglichte den Bewohnern von Beirut einen einfachen Transport in die Berge, was Alayh zu einem beliebten Ziel machte, um die Sommermonate zu verbringen und das angenehme Klima zu genießen. Am 12. April 1904 ereignete sich hier ein schwerer Unfall, als ein Teil der Lokomotive explodierte und der Zug rückwärts die Steigung hinunterstürzte, wobei acht Menschen getötet und 21 weitere schwer verletzt wurden.
Die Stadt war eine Zeit lang die Sommerhauptstadt der osmanischen Gouverneure des Libanongebirges. Kamil Pascha machte Alayh zu seiner Hauptstadt und ließ eine große Anzahl libanesischer und arabischer Märtyrer hinrichten, die die Unabhängigkeit von den Osmanen anstrebten. Auch eine jüdische Gemeinde lebte einst in dieser multikulturellen Stadt. Sie unterhielt eine Synagoge in Souk Alayh, die aber inzwischen aufgegeben worden ist. Im Jahr 2001 begann die Stadtverwaltung von Alayh mit der Renovierung des Stadtzentrums, insbesondere des historischen Souks, um den Tourismus wiederzubeleben.

## Demografie
Alayh zeichnet sich dadurch aus, dass es eine sehr große Vielfalt an Einwohnern hat, die alle ethnischen und religiösen Gruppen des Libanons einschließt. Die ständigen Bewohner von Aley sind überwiegend Drusen. Während die Gemeinde von Alayh hauptsächlich aus Drusen mit einer großen Minderheit von Christen (ca. 30 %) besteht, ist der Großraum Alayh überwiegend christlich, mit vielen Siedlungen, die mehrheitlich von Christen bewohnt sind.
Viele saisonale Bewohner, vor allem aus den arabischen Ländern am Persischen Golf, besitzen hier Sommerhäuser, um der extremen Hitze der Golfregion zu entkommen. Im Sommer ist die Einwohnerzahl deshalb deutlich höher.
Die Stadt hat seit 2011 auch einen massiven Zustrom von syrischen Flüchtlingen erlebt.

## Bildung
Es gibt auch 2 Universitäten in der Stadt: die Libanesische-Universität-Fakultät für Wirtschaftswissenschaften und Business Administration, und die Moderne Universität für Wirtschaft und Wissenschaft (MUBS).

## Persönlichkeiten
- Edmond Safra (1931–1999), Bankier
- May El-Khalil (* 1957), Sportfunktionärin